# Abraham Bedros I Ardziwian
Abraham Bedros I Ardziwian (orm.:Աբրահամ Պետրոս Ա. Արծիւեան) (ur. 12 kwietnia 1679 w Aintabie, zm. 1 października 1749) – ormiański duchowny katolicki, patriarcha Kościoła katolickiego obrządku ormiańskiego w latach 1740–1749.
Święcenia kapłańskie otrzymał w 1706 roku. W 1710 otrzymał sakrę biskupią. W 1739 roku konwertował z Apostolskiego Kościoła Ormiańskiego na katolicyzm. 26 listopada 1742 został wybrany patriarchą Kościoła ormiańskokatolickiego. Funkcję tę pełnił do swojej śmierci w 1749 roku.